# Čtyři jüanští mistři
Čtyři jüanští mistři (čínsky v českém přepisu Jüan s’-ťia, pchin-jinem Yuán sìjiā, znaky 元四家) je označení pro čtyři přední malíře jüanského období čínských dějin.
Čtyři jüanští mistři jsou:
- Chuang Kung-wang (1269–1354),
- Wu Čen (1280–1354),
- Ni Can (1301–1374),
- Wang Meng (asi 1308–1385).

Byli váženi v mingském období i později jako hlavní reprezentanti tradice literátské malby, zaměřující se více na individuální projev a hluboký smysl díla, než na bezprostřední vnější přitažlivost.
Chuang Kung-wang a Wu Čen patřili ke starší generaci umělců jüanského období, vědomě napodobovali práce starých mistrů, zejména průkopnických umělců z období Pěti dynastií, jako byl Tung Jüan a Ťü-žan, malujících krajiny téměř impresionistickým způsobem, hrubými sytými tahy štětce. Mladší generace jüanských malířů Chuang Kung-wanga a Wu Čena respektovala a napodobovala, nicméně Ni Can a jeho přítel Wang Meng byli, přes následování svých vzorů, každý svým způsobem osobitý.